# Apollinari Vasnețov
Apollinari Mihailovici Vasnețov (în rusă Аполлинарий Михайлович Васнецов, n. 25 iulie, S.N. 6 august, 1856 în satul Riabovo, Guvernoratul Viatka - d. 23 ianuarie 1933 la Moscova) a fost un pictor și artist grafic rus, fratele mai mic al pictorului Viktor Vasnețov. S-a specializat în scene din istoria medievală a Moscovei.
Apollinari Vasnețov nu a primit o educație artistică formală. În schimb, a studiat cu fratele său mai mare, Viktor Vasnețov, celebrul pictor rus. Începând cu 1883, cei doi frați Veznețov au trăit și au lucrat în Abramțevo, unde au intrat sub influența lui Vasili Polenov.
În perioada 1898 - 1899, pictorul Apollinari a călătorit prin toată Europa. În plus, față de peisajele epice ale naturii ruse, Apollinari Vasnețov a creat propriul gen de reconstrucție a peisajului istoric pe baza datelor istorice și arheologice. Picturile sale prezintă o imagine vizuală a Moscovei medievale. A fost membru al Asociației de Călătorie Expoziții de Artă (Peredvizhniki), 1899, și academician, din 1900. Ulterior, a devenit unul dintre fondatorii și supraveghetorii Uniunii Artiștilor Ruși, al cărui nume „comun” era Mir iskusstva.

## Copilăria
Viitorul pictor a avut trei frați mai mari și doi frați mai mici. Singura lui soră a murit la vârsta de patru luni. Tatăl lui a jucat un rol important în creșterea și educarea fiilor săi. El i-a învățat să iubească natura, le-a spus o mulțime de lucruri despre păsări și animale. Moartea tatălui său, în 1870, a fost pentru Apollinari o lovitură teribilă.

## Călătorii
În 1890 Apollinari Vasnețov a făcut o călătorie în nordul Imperiului Rus. Numeroase peisaje frumoase din Siberia și Ural au fost redate de el în pânze ca:
- Pădurea de pe muntele Blagodat, Munții Urali (1890)
- Pădure boreală în Ural (1890)
- Lac de munte in Ural (1892)
- Stepele din Orenburg (1895)
- „Koma” (1895)

În 1895 Vasnețov s-a dus în Caucaz. Acolo, a fost profund impresionat de frumusețea Munților Caucaz. În timp ce se afla acolo a urcat pe ghețarul Elbrus, a vizitat Tiflis și a locuit în Cheile Darial. El a creat un număr mare de schițe pe parcursul acestei perioade:
- Vedere a Elbrusului din Bermomut (1895)
- Stânci roși în Kislovodsk (1896)
- Elbrus înainte de răsăritul soarelui (1897)
- Darial (1897)

În 1890 a făcut o călătorie în Europa, vizitând Franța și Italia, unde a studiat operele unor maeștri celebri
La începutul anului 1920 Comitetul de Arheologie al Comunității Salvarea Monumentelor de Artă l-a invitat pe Apollinari Vasnețov și alți pictori (printre fiind și Vikenti Trofimov) pentru a desena locuri vechi din Voronej.
O planetă minoră, 3586 Vasnetsov, descoperită de astronomul sovietic Liudmila Juravliova în 1978, este numită astfel după Viktor Vasnețov și Apollinari Vasnețov.

## Galerie

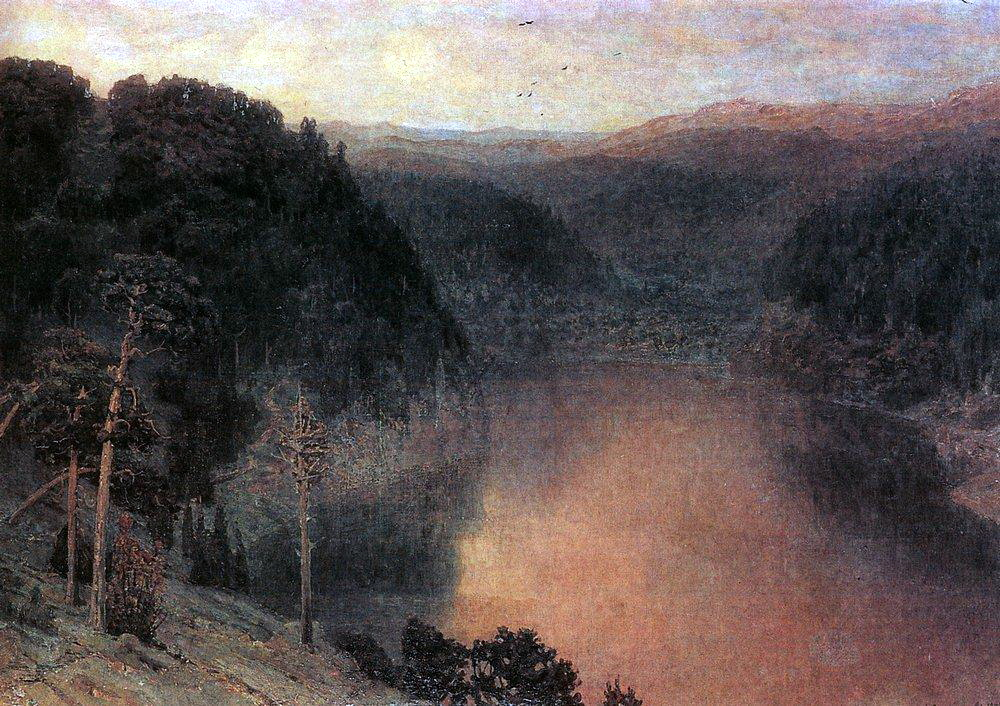
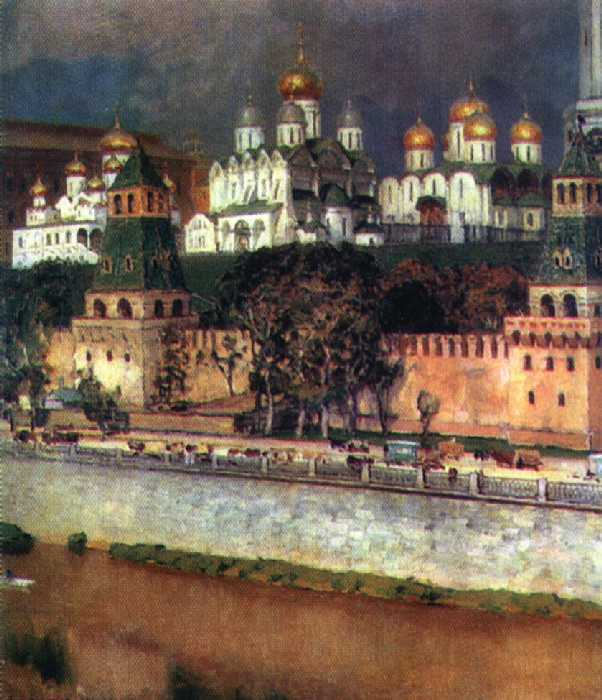
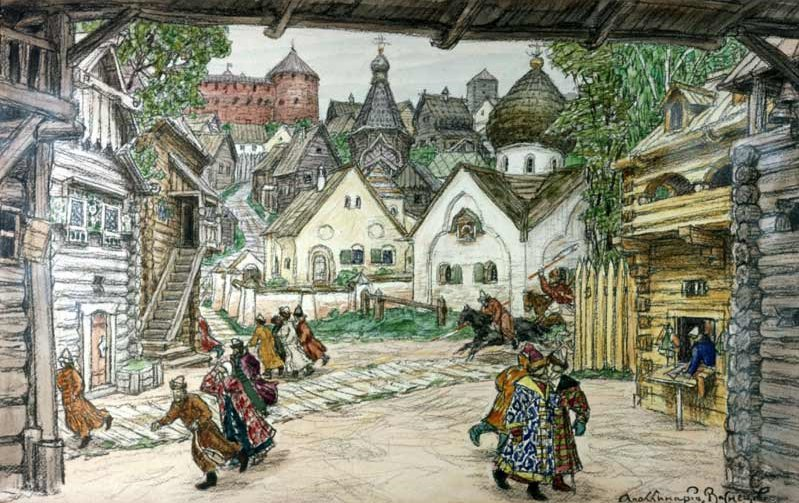
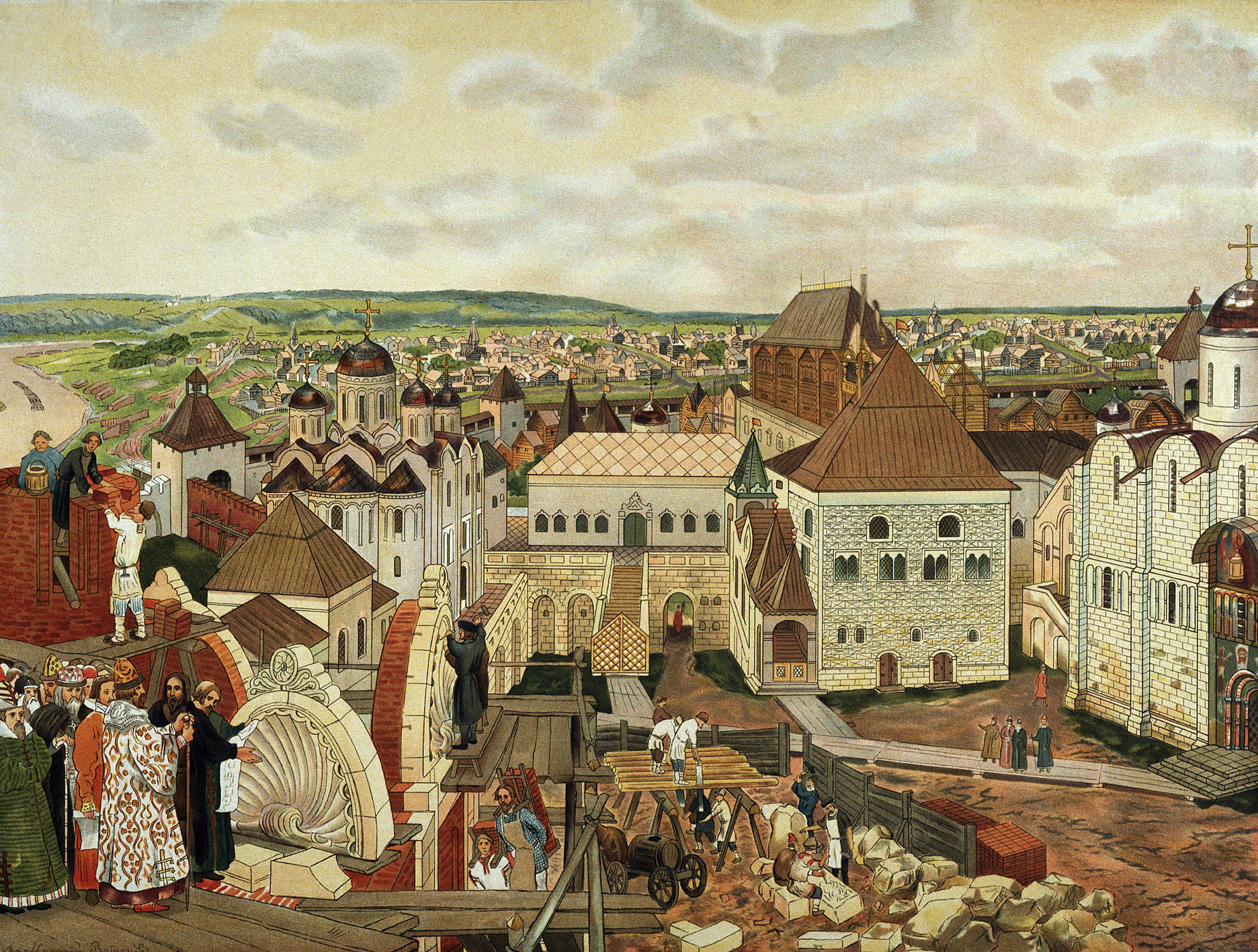
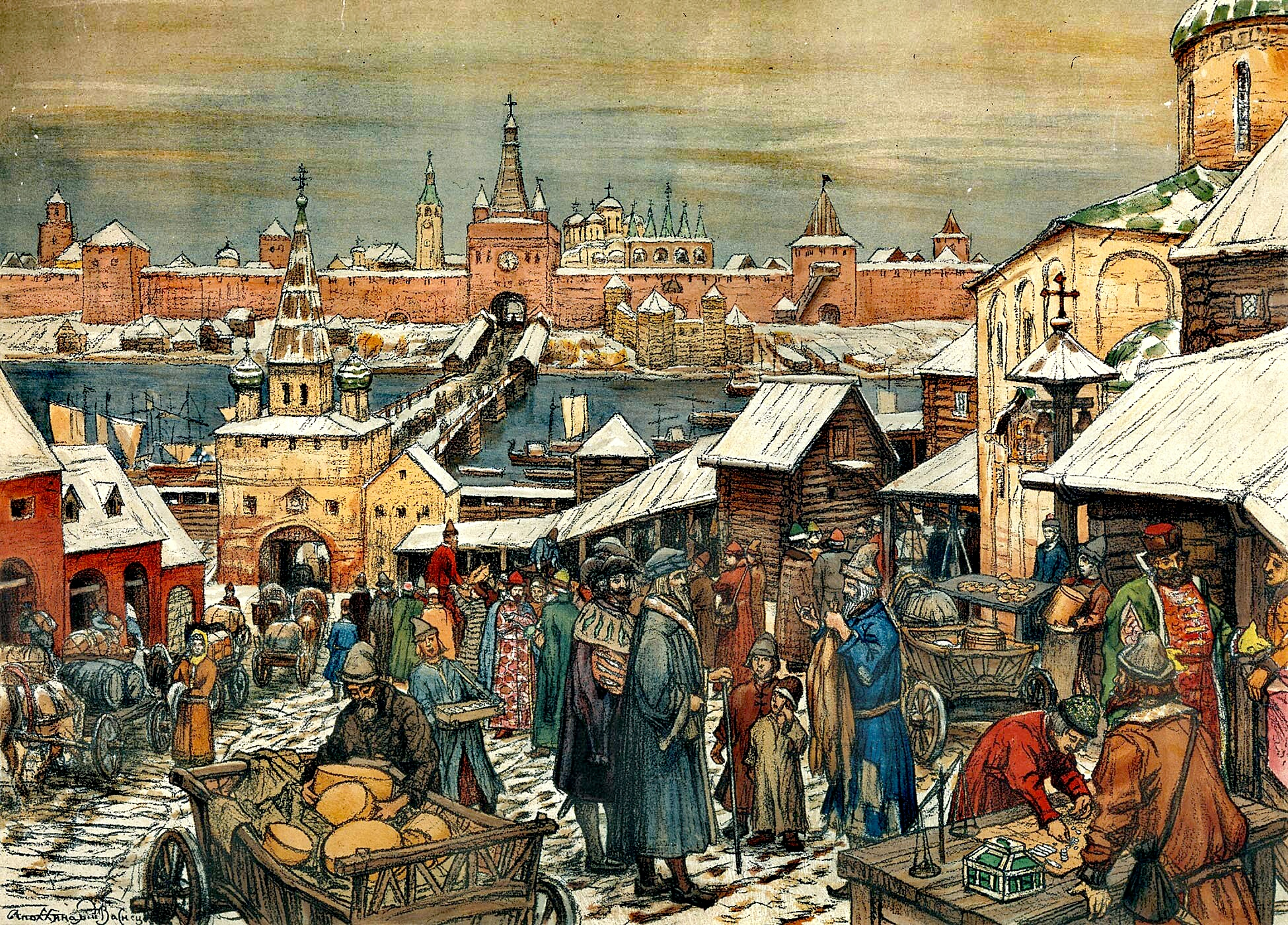
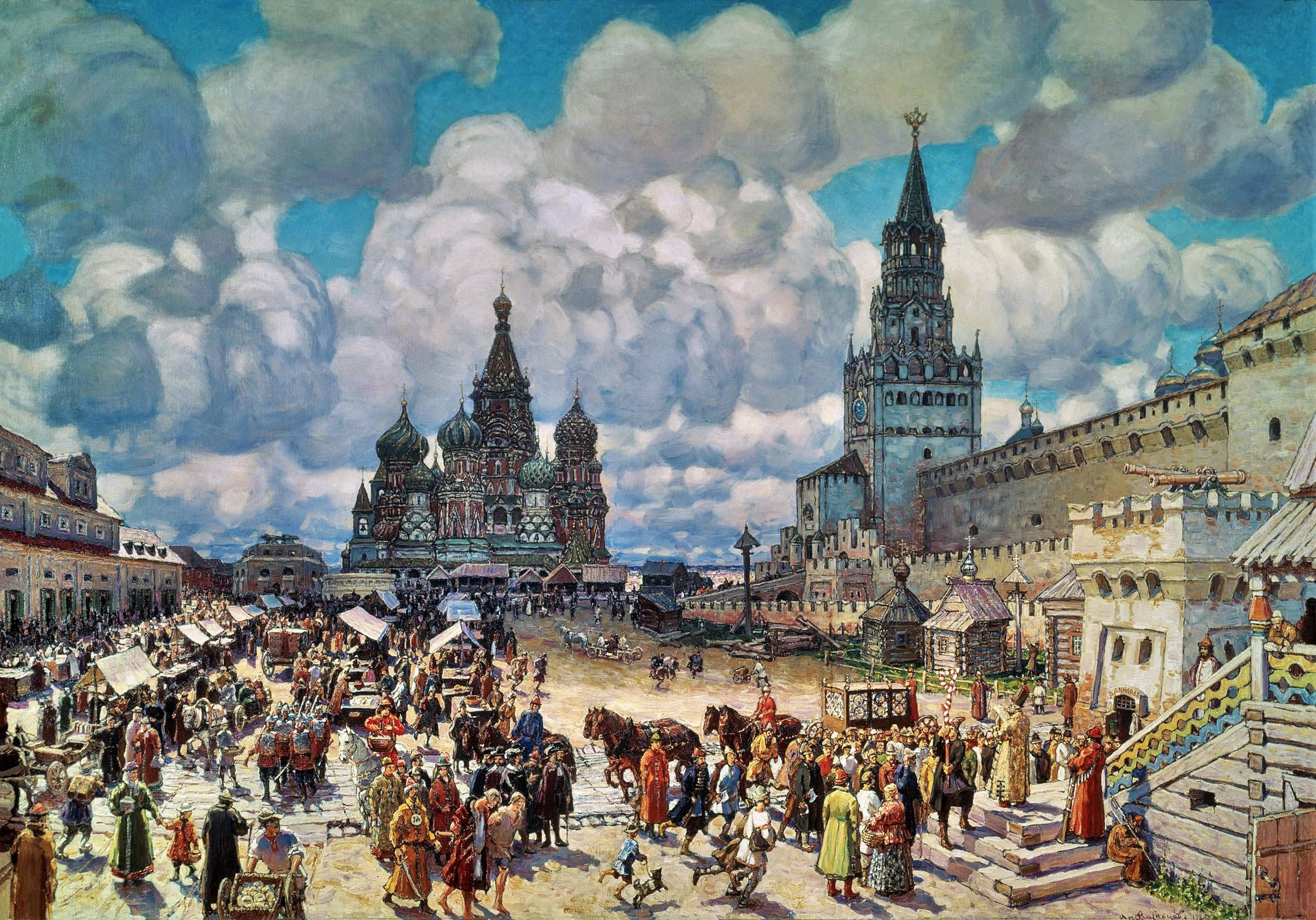